# 3844 Lujiaxi
Lujiaxi (asteróide 3844) é um asteróide da cintura principal, a 2,4427264 UA. Possui uma excentricidade de 0,1054825 e um período orbital de 1 648,25 dias (4,52 anos).
Lujiaxi tem uma velocidade orbital média de 18,02394017 km/s e uma inclinação de 3,82844º.